# نهر بياسينا
نهر بياسينا يقع في كراسنويارسك كراي ، روسيا. يبلغ طول النهر 818 كيلومترًا (508 ميل) ، ويغطي حوضه 182000 كيلومتر مربع (70.000 ميل مربع). ينشأ نهر بياسينا في بحيرة بياسينو ويتدفق إلى خليج Pyasino في بحر كارا. هناك أكثر من 60،000 بحيرة في حوض Pyasina تغطي مساحة إجمالية تبلغ 10،450 كيلومتر مربع (4030 ميل مربع). يتجمد النهر في أواخر سبتمبر أو أوائل أكتوبر ويظل تحت الجليد حتى يونيو. وهي متصلة بنهر Chetyrekh.